# Vercorsman

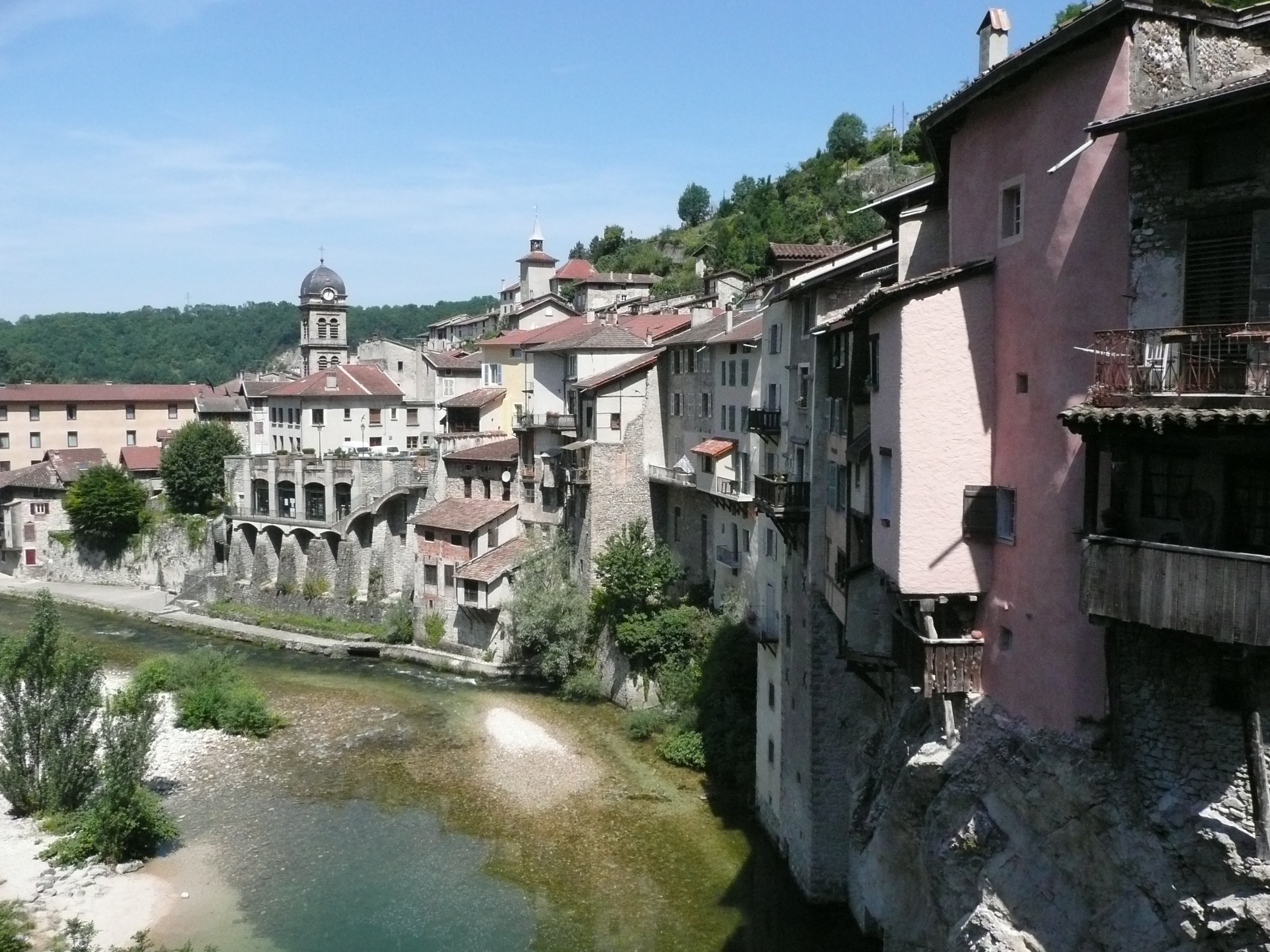
Pont en Royans

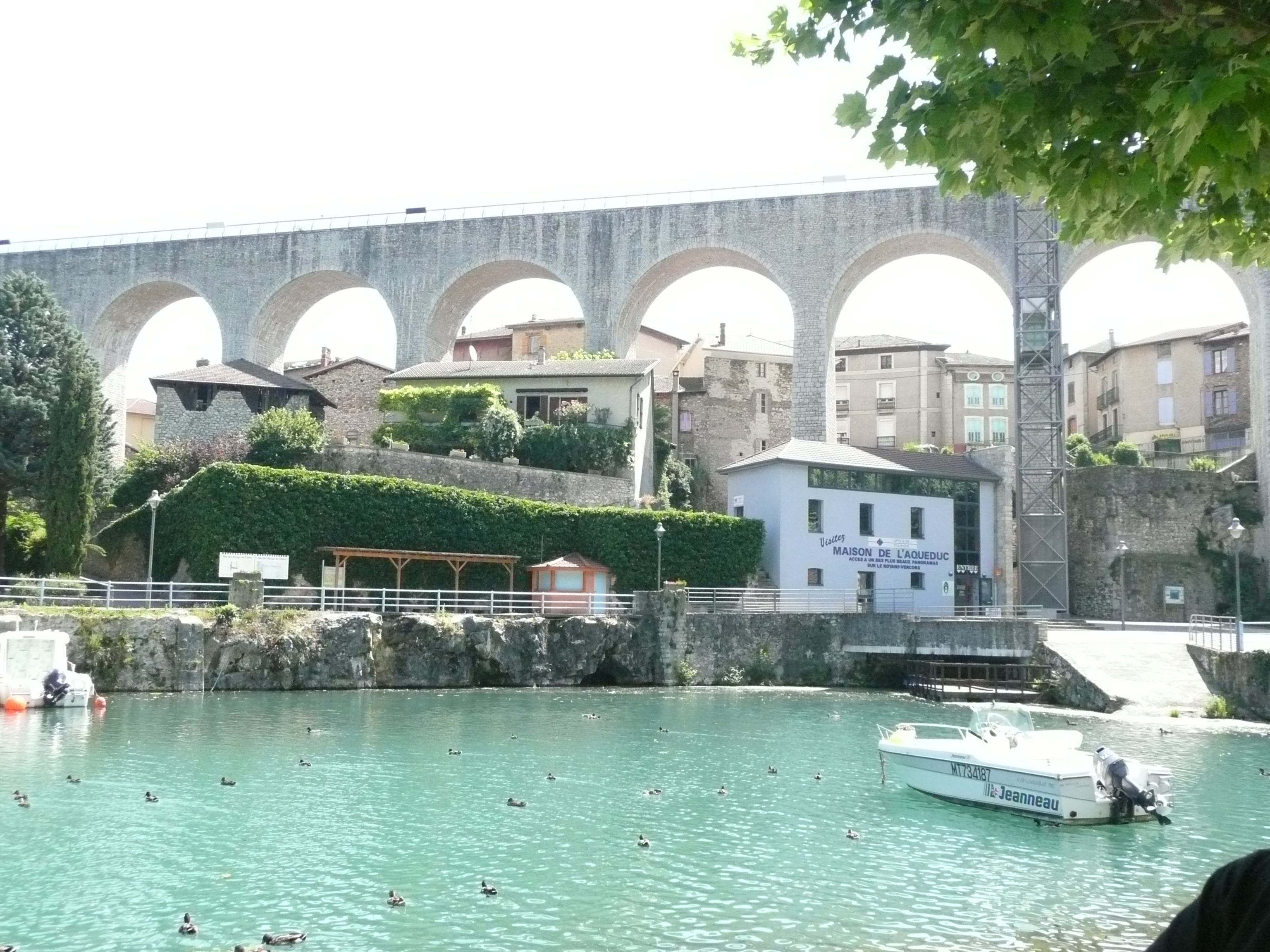
Schwimmstart

Der Vercorsman ist eine Triathlon-Sportveranstaltung über die Lang-, Kurz- und Sprintdistanz in den französischen Westalpen im Département Isère (38). Austragungsort ist Saint-Nazaire-en-Royans. Der Wettkampf findet jährlich im August statt.

## Organisation
Der Wettkampf umfasst neben den oben genannten Strecken ein buntes Rahmenprogramm mit vielen Sportwettbewerben für Kinder. Staffeln sind auf den vers. Strecken auch zugelassen. 2022 konnte hier Michael Raelert auf der Sprintdistanz gewinnen. Die Anzahl der Starter auf allen Strecken lag 2022 bei ca. 700 Teilnehmern.

## Streckenverlauf
Das Schwimmen auf den verschiedenen Strecken findet im Fluss Bourne (Isère) statt. Das Radfahren erfolgt in den Bergen des Vercors in der Region Auvergne-Rhône-Alpes. Die Radstrecke auf der Langdistanz hat 2888 Höhenmeter. Das abschließende Laufen führt rund um die Stadt Pont-en-Royans. Die Streckenlänge bei der Langdistanz beträgt 2,2 km Schwimmen, 121 km Radfahren und 22 km Laufen. Bei der Kurzdistanz betragen die Strecken 1,25  km Schwimmen, 57 km Radfahren und 10 km Laufen. Bei der Sprintdistanz betragen die Strecken 700 m Schwimmen, 23 km Radfahren und  5 km Laufen. Der Schwimmstart ist ein sog. „rolling start“.